# Cornus obliqua
Cornus obliqua är en kornellväxtart som beskrevs av Constantine Samuel Rafinesque. Cornus obliqua ingår i släktet korneller, och familjen kornellväxter. Inga underarter finns listade i Catalogue of Life.